# Innenstadt-Ost
Innenstadt-Ost, Dortmund-Innenstadt-Ost – okręg administracyjny (Stadtbezirk) w Dortmundzie, w kraju związkowym Nadrenia Północna-Westfalia. Liczy 53 690 mieszkańców (31 grudnia 2012) i ma powierzchnię 11,27 km².

## Dzielnice
Okręg składa się z trzech dzielnic (Stadtteil):
1. Kaiserbrunnen
2. Ruhrallee
3. Westfalendamm